# 星風芳宏
星風 芳宏（ほしかぜ よしひろ、1983年12月15日 - ）は、モンゴル・トゥブ出身で尾車部屋所属の元大相撲力士。本名はボルド・アマラメンデ（モンゴル語キリル文字表記：Болдын Амармэнд）。愛称はアムラー。総合格闘家のバル・ハーンは実兄。身長181cm、体重130kg、血液型はB型。得意技は上手投げ、下手投げ。最高位は東十両3枚目（2010年11月場所）。大相撲八百長問題にて、八百長に関与したとされ引退勧告処分を受けたが、本人は関与を否定し、引退届を提出しなかったため解雇処分になった。日本相撲協会を相手取り力士としての地位確認と慰謝料を求める訴訟を起し、2011年6月に1年間十両力士の給与を支払うことが決定したが、2013年10月、最高裁は上告を退け、解雇決定となった。

## 来歴
鳥取城北高等学校相撲部出身、関脇朝赤龍に容貌が非常に似ており、高校の同級生には城ノ龍、大翔湖がいる。2002年（平成14年）11月場所、琴欧州らとともに初土俵を踏んだ。2003年（平成15年）3月場所では、琴欧州を破って序二段優勝を果たした。優勝インタビューで「琴欧州には稽古場で負けたことがない」と話していたが、琴欧州曰く「嘘っぱち」とのこと。
2008年7月場所では1番相撲から6連勝、7番相撲では対戦相手の山本山に立合い不成立にもかかわらず不用意なかちあげを2度命中させ、師匠及び審判部から厳重注意を受けた。結局この相撲で山本山に敗れ全勝優勝と十両昇進を逃す。優勝決定戦でも里山に破れ優勝はならなかった。翌9月場所に十両昇進を賭けたが1勝6敗に終わり、11月場所では西幕下18枚目まで番付を下げた。
しかしその場所から連続で勝ち越し、自己最高位の東幕下2枚目で迎えた2009年7月場所では、3勝3敗で迎えた7番目、東十両13枚目で同じくモンゴル出身の保志光との対戦に勝ち勝ち越しを決め、十両から幕下への降格力士の人数の関係などから、7月29日に開かれた番付編成会議で、9月場所新十両となることが決定された。新十両で迎えた9月場所は10日目まで3勝7敗と黒星が先行し幕下陥落が濃厚と見えたが残り5日間を4勝1敗で最終的に7勝8敗とし、十両残留を決めた。
2011年の大相撲八百長問題にて八百長に関与したとされていたが、特別調査委員会にて4月1日に処分は決定せず、調査続行とされていたが、師匠の尾車親方は「これだけ騒がれれば、どちらにしても相撲は取れない」と調査委員会の決定に関わらず、星風を引退させる意向を明らかにした。
4月11日、日本相撲協会の臨時理事会は、特別調査委員会の提言を受け、当人が八百長に関与したと認定し、引退勧告処分とした。
星風がこの勧告を受け入れなかったため、4月14日に日本相撲協会の臨時理事会は解雇処分を決定したが、星風は同日この処分を不服として北村晴男弁護士同席で記者会見を行い、北村弁護士は地位保全の仮処分・解雇無効の訴訟を起こす意向を説明した。4月22日、相撲協会に対し不当解雇に対する、力士としての地位保全及び給与支払い仮処分を東京地裁に申請した。大相撲八百長問題で相撲協会に対し法的手段に出た。5月6日に発表された技量審査場所用の新地位表には、解雇された蒼国来と星風の四股名は記されなかった。なお同訴訟の過程で、星風には妻と2人の子供がいることが明らかになった。6月15日の地位保全仮処分第2回審尋で、6月21日に行われた第3回審尋で相撲協会協会が星風に解雇前と十両と同額の月103万6千円の給料を6月から1年間支払う内容で和解した。記者会見で星風は「お金の問題ではない。1日も早く土俵に戻りたい」と訴えた。星風の代理人からは元所属の尾車部屋での稽古参加を要望したが、協会側が拒否したことも明らかにした。12月26日の尋問は東京地裁で行われ、原告側の証人として元付け人の飛燕力（押尾川→尾車、最高位は三段目、2018年3月場所現在も現役）が出廷。協会代理人から反対尋問で「星風が八百長をやっているという噂を聞いたことがあるか」と問われると、飛燕力が「聞いたことがあります」と答える場面があった。
2012年3月5日の法廷で結審、判決は5月24日。なおこの日は星風側の証人として同じく八百長認定をされ引退した元幕内光龍が出廷し、「星風は真面目で気が強く、土俵態度を見てもそういうことをする力士ではない」と証言した
。5月24日、東京地裁は「解雇処分は有効であり、星の回し合いにより相撲協会との信頼関係を損ねた。」とする一審判決を下し、星風側が敗訴した。10月24日、星風の控訴審においても、「恵那司と千代白鵬の主張は主要部分で矛盾していない」として裁判所は一審判決を支持し、星風の控訴を棄却した。最高裁に上告中であったが、2013年10月29日付けで星風の上告を退ける決定をし、一審及び二審の判決が確定し、解雇が確定した。
2014年2月24日、IGFは星風が4月5日の両国大会に参戦することを発表。格闘技ジム「DOG GYM」で参戦に向けたトレーニングを積んだ。
2014年4月5日、IGF「INOKI GENOME FIGHT 1」でデビュー。澤田敦士と対戦し、グラウンドでの打撃で優位に立ち判定勝ち。

## 主な成績
- 通算成績：225勝182敗 勝率.553
- 十両成績：58勝62敗 勝率.483
- 現役在位：50場所
- 十両在位：8場所
- 各段優勝
  - 序二段優勝：1回（2003年3月場所）

### 場所別成績
| | 一月場所 初場所（東京） | 三月場所 春場所（大阪） | 五月場所 夏場所（東京） | 七月場所 名古屋場所（愛知） | 九月場所 秋場所（東京） | 十一月場所 九州場所（福岡） |
| --- | ----------------------- | ----------------------- | ----------------------- | --------------------------- | ----------------------- | --------------------------- |
| 2002年 （平成14年） | x                       | x                       | x                       | x                           | x                       | （前相撲）                  |
| 2003年 （平成15年） | 西序ノ口31枚目 6–1      | 西序二段55枚目 優勝 7–0 | 西三段目55枚目 6–1      | 西三段目3枚目 3–4           | 東三段目17枚目 5–2      | 東幕下58枚目 3–4            |
| 2004年 （平成16年） | 西三段目9枚目 4–3       | 東幕下59枚目 4–3        | 西幕下50枚目 3–4        | 東三段目4枚目 4–3           | 東幕下56枚目 4–3        | 東幕下49枚目 4–3            |
| 2005年 （平成17年） | 東幕下40枚目 2–5        | 東三段目2枚目 6–1       | 西幕下29枚目 3–4        | 東幕下36枚目 4–3            | 西幕下29枚目 3–4        | 東幕下37枚目 4–3            |
| 2006年 （平成18年） | 西幕下27枚目 5–2        | 東幕下15枚目 3–4        | 東幕下24枚目 3–4        | 西幕下31枚目 5–2            | 西幕下19枚目 2–5        | 西幕下32枚目 4–3            |
| 2007年 （平成19年） | 西幕下25枚目 4–3        | 西幕下19枚目 2–5        | 東幕下39枚目 4–3        | 西幕下31枚目 5–2            | 東幕下21枚目 5–2        | 東幕下13枚目 5–2            |
| 2008年 （平成20年） | 東幕下7枚目 3–4         | 西幕下11枚目 4–3        | 西幕下7枚目 3–4         | 西幕下12枚目 6–1            | 西幕下2枚目 1–6         | 西幕下18枚目 4–3            |
| 2009年 （平成21年） | 東幕下15枚目 4–3        | 西幕下12枚目 4–3        | 西幕下7枚目 6–1         | 東幕下2枚目 4–3             | 東十両12枚目 7–8        | 西十両13枚目 9–6            |
| 2010年 （平成22年） | 東十両11枚目 5–10       | 東幕下2枚目 6–1         | 西十両10枚目 8–7        | 東十両9枚目 7–8             | 西十両9枚目 8–7         | 東十両3枚目 5–10            |
| 2011年 （平成23年） | 東十両9枚目 9–6         | 八百長問題 により中止   | 解雇 –                  | x                           | x                       | x                           |
| 各欄の数字は、「勝ち-負け-休場」を示す。 優勝 引退 休場 十両 幕下 三賞：敢=敢闘賞、殊=殊勲賞、技=技能賞 その他：★=金星 番付階級：幕内 - 十両 - 幕下 - 三段目 - 序二段 - 序ノ口 幕内序列：横綱 - 大関 - 関脇 - 小結 - 前頭（「#数字」は各位内の序列） |                         |                         |                         |                             |                         |                             |

## 改名歴
- 星風 芳宏（ほしかぜ よしひろ）2002年11月場所 - 2011年1月場所

## 戦績
| 総合格闘技 戦績 | 総合格闘技 戦績 | 総合格闘技 戦績 | 総合格闘技 戦績 | 総合格闘技 戦績 | 総合格闘技 戦績 | 総合格闘技 戦績 |
| --------------- | --------------- | --------------- | --------------- | --------------- | --------------- | --------------- |
| 1 試合          | (T)KO           | 一本            | 判定            | その他          | 引き分け        | 無効試合        |
| 1 勝            | 0               | 0               | 1               | 0               | 0               | 0               |
| 0 敗            | 0               | 0               | 0               | 0               | 0               | 0               |

| 勝敗 | 対戦相手 | 試合結果          | 大会名               | 開催年月日   |
| ○    | 澤田敦士 | 5分2R終了 判定3-0 | INOKI GENOME FIGHT 1 | 2014年4月5日 |